# Gaston Bouthoul
Pour les articles homonymes, voir Bouthoul.
Gaston Bouthoul, né le 8 mai 1896 à Monastir (protectorat français de Tunisie) et mort le 15 décembre 1980 à Paris, est un sociologue français, connu pour s’être consacré à l'étude du phénomène de la guerre, ayant introduit le terme de polémologie dans le vocabulaire des sciences humaines et sociales.

## Biographie

### Jeunesse et études
Gaston Bouthoul étudie le droit et l'économie. Il obtient un doctorat en économie à l'université de Paris. Il se spécialise en sociologie à l'université de Bordeaux. En 1923, il épouse Betty Vera Helfenbein, elle-même native d'Odessa qui se fera connaître comme écrivain et portraitiste sous le nom de Betty Bouthoul[réf. souhaitée].

### Parcours et méthodes
Gaston Bouthoul est le fondateur et le promoteur d'une nouvelle discipline qu'il appela polémologie, lui fixant pour objectif d'entreprendre l'étude scientifique de la guerre et des formes d'agressivité organisées dans les sociétés, afin de comprendre la place dans l'histoire humaine de ces phénomènes et d'en proposer des substituts. L'approche positive de la guerre devait constituer une alternative efficace au moralisme militant des mouvements pacifistes.
C'est après la Seconde Guerre mondiale (1945) qu'il initie ce projet en fondant, avec Louise Weiss, l'Institut français de polémologie.
Auteur de nombreux ouvrages universitaires, il pensait que cette connaissance était en mesure de jeter les fondements d'un nouveau pacifisme « scientifique ». Élargies dans les années 1970 à d'autres manifestations meurtrières apparues dans les sociétés modernes « pacifiées » comme les accidents de la route, les méthodes de Gaston Bouthoul ont été quelque peu oubliées après sa mort en 1980. Elles suscitent un nouvel intérêt pour l'interprétation de l'émergence de nouvelles formes d'affrontements violents dans le monde contemporain.

### Fin de carrière et mort
Gaston Bouthoul meurt le 15 décembre 1980 à Paris.

## Publications
- Étude des variations de la natalité, Durand-Auzias
- La durée du travail et l'utilisation des loisirs, Durand-Auzias
- L'Invention, Durand-Auzias
- Panorama des idées contemporaines : les sciences sociales, NRF
- Histoire de la sociologie, PUF, coll. « Que sais-je ? »
- Les Mentalités, PUF, coll. « Que sais-je ? »
- Biologie sociale, PUF, coll. « Que sais-je ? »
- Sociologie de la politique, PUF, coll. « Que sais-je ? »
- Cent millions de morts, Sagittaire
- Huit mille traités de paix, Julliard
- Traité de Sociologie,
  - Première partie : sociologie statique, Paris, Payot, 1958, 544 p.
  - Deuxième partie : Sociologie dynamique, Paris, Payot, 1954, 404 p.
- Traité de sociologie, 
  - tome I : Les structures sociologiques, Paris, Payot, 1968, 318 p.
  - tome II : Variations et mutations sociales, Paris, Payot, 1968, 334 p.
- Les guerres, éléments de polémologie, Paris, Payot, 1951, Bibliothèque scientifique, devenu Traité de polémologie. Sociologie des guerres, Paris, Payot, 1970, réd. 1991, 560 p.  (ISBN 2-228-88362-X)
- Le Phénomène-Guerre, Payot, Petite bibliothèque Payot, 1962, 283 p. (adaptation résumée du précédent).
- Sauver la guerre : Lettre aux futurs survivants, Grasset, 1962
- La surpopulation dans le monde : La mutation démographique, les équilibres démo-économiques, l'ère de la surpopulation, Payot, coll. « Bibliothèque scientifique », 1958; Payot, Coll. « Petite bibliothèque », 1964
- Avoir la paix, Grasset, 1967
- La guerre, PUF, « Que Sais-Je ? », 1969
- L'art de la politique, Seghers, 1969
- L'infanticide différé, Hachette, coll. « Guerres et Paix », 1970, prix Montyon 1971 de l’Académie française
- Lettre ouverte aux pacifistes, Albin Michel, 1972
- Essais de polémologie, 1976, Denoël Gonthier - Coll. Médiations
- avec René Carrère, Le Défi de la guerre de 1740 à 1974, Presses universitaires de France, collection SUP, 1976.
- avec Jean-Louis Annequin et René Carrère, Guerres et civilisations : de la préhistoire à l'ère nucléo-spatiale, Paris (Hôtel des Invalides, 75007) : Fondation pour les études de défense nationale, 1980, prix Général-Muteau 1981 de l’Académie française
- Avec J. Molina (coord.), Guerra y demografía, Fides, Tarragona 2020.